# (32952) 1996 FA16
1996 FA16 (asteroide 32952) é um asteroide da cintura principal. Possui uma excentricidade de 0.11388700 e uma inclinação de 6.52302º.
Este asteroide foi descoberto no dia 22 de março de 1996 por Eric Walter Elst em La Silla.